# Cleo & Cuquin
Cleo & Cuquin é uma série de televisão animada pré-escolar espanhola-mexicana produzida por Ánima Kitchent em cooperação com a Televisa. A série é um reboot dos personagens clássicos da televisão espanhola Familia Telerín criados originalmente em 1964. O desenho estreou na Espanha no canal Clan em 7 de janeiro de 2018.
A animação representa um orfanato, onde ficam diversas crianças abandonadas pelos pais.
Em Portugal, a animação emitiu no Canal Panda.
No Brasil, a animação vai ao ar nos canais Discovery Kids em sinal fechado e SBT em sinal aberto através do Sábado Animado.

## Enredo
O desenho é focado numa família composta de 6 crianças conhecida como a Família Telerín. A protagonista é a garota mais velha de oito anos chamada Cleo, que ajuda seu irmão mais novo bebê, Cuquin, a resolver os problemas que ele encontra. No final de cada episódio, Cleo usa as lições aprendidas para ajudá-la a determinar o que ela quer ser quando crescer.

## Personagens
- Cleo
- Cuquin
- Colitas
- Pelusin
- Maripí
- Teté